# مارگاریت هایراپتیان
مارگاریت واهاگنی هایراپتیان (ارمنی: Մարգարիտ Վահագնի Հայրապետյան؛ انگلیسی: Margaret Hayrapetyan زاده ۲۷ نوامبر ۱۹۲۳ - درگذشته ۲ اوت ۲۰۰۴) یک معمار اهل ارمنستان بود.

## زندگی‌نامه
وی در ۲۷ نوامبر ۱۹۲۳ در باتومی به دنیا آمد و از دانشگاه ملی پلی‌تکنیک ارمنستان (۱۹۴۹) فارغ‌التحصیل گشت. عضو اتحادیه معماران ارمنستان از ۱۹۵۳ بود. وی در Երևաննախագիծ (۱۹۶۳–۱۹۸۳) فعالیت کرده است. وی همچنین برندهٔ جوایزی همچون معمار شایسته ارمنستان شوروی (۱۹۷۱) شده است. وی در ۲ اوت ۲۰۰۴ در سن ۸۰ سالگی در ایروان درگذشت.

## نگارخانه

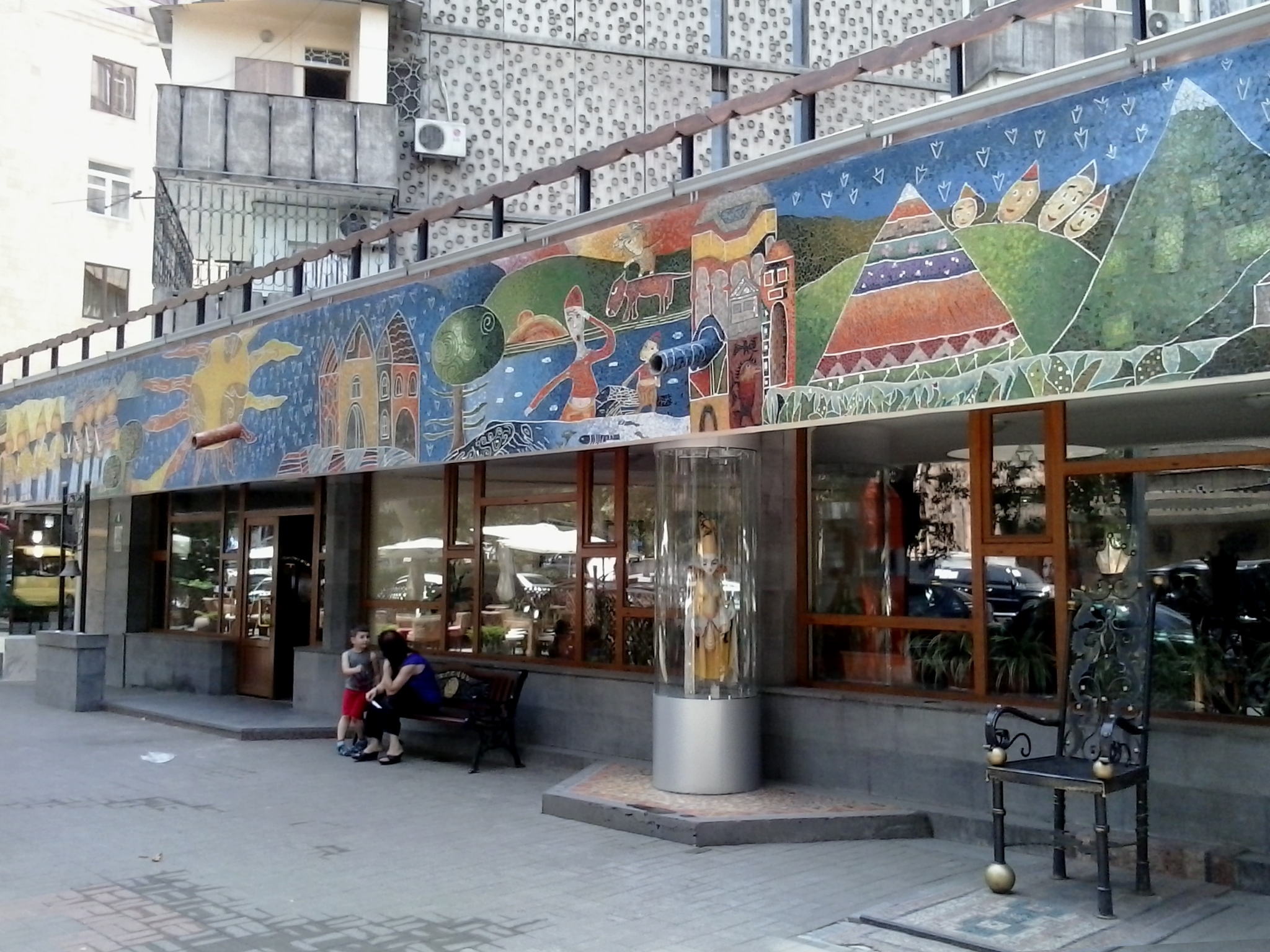

## آثار سرشناس
- پارک دایره‌ای
- پارک تومانیان

## یادداشت
1. ↑  Yerevannakhagits
2. ↑  Yerevannakhagits